# Chặng đua MotoGP Pháp
Chặng đua MotoGP Pháp (tên chính thức Grand Prix de France) là một chặng đua thuộc giải đua xe MotoGP được tổ chức hàng năm (tính đến năm 2021) ở trường đua Le Mans (kiểu đường Bugatti Circuit), Pháp. Chặng đua này bao gồm bốn thể thức là MotoGP, Moto2, Moto3 và MotoE.

## Lịch sử
Trước năm 1951, giải đua MotoGP Pháp là một giải đua độc lập. Từ năm 1951 (trừ 1952 và 1958), MotoGP Pháp sáp nhập và trở thành một chặng đua của giải MotoGP. Chặng đua này được tổ chức ở rất nhiều trường đua. Từ năm 2000 đến nay, chặng đua luôn được tổ chức ở Le Mans-Bugatti. Giacomo Agostini là tay đua chiến thắng nhiều nhất (7 lần).
Năm 2020: Cuộc đua thể thức MotoGP có mưa, người chiến thắng là Danilo Petrucci.
Năm 2021: Jack Miller chiến thắng thể thức MotoGP dù bị phạt chạy long-lap hai lần ở một cuộc đua có mưa, các tay đua phải thay xe.

## Kết quả theo năm
| Năm  | Trường đua | MotoE          | MotoE    | MotoE              | MotoE    | Moto3            | Moto3   | Moto2             | Moto2 | MotoGP          | MotoGP | Chi tiết |
| Năm  | Trường đua | Race 1         | Race 1   | Race 2             | Race 2   | Moto3            | Moto3   | Moto2             | Moto2 | MotoGP          | MotoGP | Chi tiết |
| Năm  | Trường đua | Tay đua        | Xe       | Tay đua            | Xe       | Tay đua          | Xe      | Tay đua           | Xe    | Tay đua         | Xe     | Chi tiết |
| ---- | ---------- | -------------- | -------- | ------------------ | -------- | ---------------- | ------- | ----------------- | ----- | --------------- | ------ | -------- |
| 2023 | Le Mans    | Jordi Torres   | Ducati   | Matteo Ferrari     | Ducati   | Daniel Holgado   | KTM     | Tony Arbolino     | Kalex | Marco Bezzecchi | Ducati | Chi tiết |
| 2022 | Le Mans    | Mattia Casadei | Energica | Dominique Aegerter | Energica | Jaume Masià      | KTM     | Augusto Fernández | Kalex | Enea Bastianini | Ducati | Chi tiết |
| 2021 | Le Mans    | Eric Granado   | Energica | —                  | —        | Sergio García    | Gas Gas | Raúl Fernández    | Kalex | Jack Miller     | Ducati | Chi tiết |
| 2020 | Le Mans    | Jordi Torres   | Energica | Niki Tuuli         | Energica | Celestino Vietti | KTM     | Sam Lowes         | Kalex | Danilo Petrucci | Ducati | Chi tiết |

| Năm  | Trường đua  | Moto3             | Moto3     | Moto2             | Moto2    | MotoGP           | MotoGP | Chi tiết |
| Năm  | Trường đua  | Tay đua           | Xe        | Tay đua           | Xe       | Tay đua          | Xe     | Chi tiết |
| ---- | ----------- | ----------------- | --------- | ----------------- | -------- | ---------------- | ------ | -------- |
| 2019 | Le Mans     | John McPhee       | Honda     | Álex Márquez      | Kalex    | Marc Márquez     | Honda  | Report   |
| 2018 | Le Mans     | Albert Arenas     | KTM       | Francesco Bagnaia | Kalex    | Marc Márquez     | Honda  | Report   |
| 2017 | Le Mans     | Joan Mir          | Honda     | Franco Morbidelli | Kalex    | Maverick Viñales | Yamaha | Report   |
| 2016 | Le Mans     | Brad Binder       | KTM       | Álex Rins         | Kalex    | Jorge Lorenzo    | Yamaha | Report   |
| 2015 | Le Mans     | Romano Fenati     | KTM       | Thomas Lüthi      | Kalex    | Jorge Lorenzo    | Yamaha | Report   |
| 2014 | Le Mans     | Jack Miller       | KTM       | Mika Kallio       | Kalex    | Marc Márquez     | Honda  | Report   |
| 2013 | Le Mans     | Maverick Viñales  | KTM       | Scott Redding     | Kalex    | Dani Pedrosa     | Honda  | Report   |
| 2012 | Le Mans     | Louis Rossi       | FTR Honda | Thomas Lüthi      | Suter    | Jorge Lorenzo    | Yamaha | Report   |
| Năm  | Trường đua  | 125 cc            | 125 cc    | Moto2             | Moto2    | MotoGP           | MotoGP | Chi tiết |
| Năm  | Trường đua  | Tay đua           | Xe        | Tay đua           | Xe       | Tay đua          | Xe     | Chi tiết |
| 2011 | Le Mans     | Maverick Viñales  | Aprilia   | Marc Márquez      | Suter    | Casey Stoner     | Honda  | Report   |
| 2010 | Le Mans     | Pol Espargaró     | Derbi     | Toni Elías        | Moriwaki | Jorge Lorenzo    | Yamaha | Report   |
| Năm  | Trường đua  | 125 cc            | 125 cc    | 250 cc            | 250 cc   | MotoGP           | MotoGP | Chi tiết |
| Năm  | Trường đua  | Tay đua           | Xe        | Tay đua           | Xe       | Tay đua          | Xe     | Chi tiết |
| 2009 | Le Mans     | Julián Simón      | Aprilia   | Marco Simoncelli  | Gilera   | Jorge Lorenzo    | Yamaha | Report   |
| 2008 | Le Mans     | Mike Di Meglio    | Derbi     | Alex Debón        | Aprilia  | Valentino Rossi  | Yamaha | Report   |
| 2007 | Le Mans     | Sergio Gadea      | Aprilia   | Jorge Lorenzo     | Aprilia  | Chris Vermeulen  | Suzuki | Report   |
| 2006 | Le Mans     | Thomas Lüthi      | Honda     | Yuki Takahashi    | Honda    | Marco Melandri   | Honda  | Report   |
| 2005 | Le Mans     | Thomas Lüthi      | Honda     | Dani Pedrosa      | Honda    | Valentino Rossi  | Yamaha | Report   |
| 2004 | Le Mans     | Andrea Dovizioso  | Honda     | Dani Pedrosa      | Honda    | Sete Gibernau    | Honda  | Report   |
| 2003 | Le Mans     | Dani Pedrosa      | Honda     | Toni Elías        | Aprilia  | Sete Gibernau    | Honda  | Report   |
| 2002 | Le Mans     | Lucio Cecchinello | Aprilia   | Fonsi Nieto       | Aprilia  | Valentino Rossi  | Honda  | Report   |
| Năm  | Trường đua  | 125 cc            | 125 cc    | 250 cc            | 250 cc   | 500 cc           | 500 cc | Chi tiết |
| Năm  | Trường đua  | Tay đua           | Xe        | Tay đua           | Xe       | Tay đua          | Xe     | Chi tiết |
| 2001 | Le Mans     | Manuel Poggiali   | Gilera    | Daijiro Kato      | Honda    | Max Biaggi       | Yamaha | Report   |
| 2000 | Le Mans     | Youichi Ui        | Derbi     | Tohru Ukawa       | Honda    | Àlex Crivillé    | Honda  | Report   |
| 1999 | Paul Ricard | Roberto Locatelli | Aprilia   | Tohru Ukawa       | Honda    | Àlex Crivillé    | Honda  | Report   |
| 1998 | Paul Ricard | Kazuto Sakata     | Aprilia   | Tetsuya Harada    | Aprilia  | Àlex Crivillé    | Honda  | Report   |
| 1997 | Paul Ricard | Valentino Rossi   | Aprilia   | Tetsuya Harada    | Aprilia  | Michael Doohan   | Honda  | Report   |
| 1996 | Paul Ricard | Stefano Perugini  | Aprilia   | Max Biaggi        | Aprilia  | Michael Doohan   | Honda  | Report   |
| 1995 | Le Mans     | Haruchika Aoki    | Honda     | Ralf Waldmann     | Honda    | Michael Doohan   | Honda  | Report   |
| 1994 | Le Mans     | Noboru Ueda       | Honda     | Loris Capirossi   | Honda    | Michael Doohan   | Honda  | Report   |
| 1992 | Magny-Cours | Ezio Gianola      | Honda     | Loris Reggiani    | Aprilia  | Wayne Rainey     | Yamaha | Report   |
| 1991 | Paul Ricard | Loris Capirossi   | Honda     | Loris Reggiani    | Aprilia  | Wayne Rainey     | Yamaha | Report   |
| 1990 | Le Mans     | Hans Spaan        | Honda     | Carlos Cardús     | Honda    | Kevin Schwantz   | Suzuki | Report   |

| Năm  | Trường đua  | 80 cc             | 80 cc   | 125 cc         | 125 cc         | 250 cc          | 250 cc | 500 cc          | 500 cc | Chi tiết |
| Năm  | Trường đua  | Tay đua           | Xe      | Tay đua        | Xe             | Tay đua         | Xe     | Tay đua         | Xe     | Chi tiết |
| ---- | ----------- | ----------------- | ------- | -------------- | -------------- | --------------- | ------ | --------------- | ------ | -------- |
| 1989 | Le Mans     |                   |         | Jorge Martínez | Derbi          | Carlos Cardús   | Honda  | Eddie Lawson    | Honda  | Report   |
| 1988 | Paul Ricard |                   |         | Jorge Martínez | Derbi          | Jacques Cornu   | Honda  | Eddie Lawson    | Yamaha | Report   |
| 1987 | Le Mans     |                   |         | Fausto Gresini | Garelli        | Reinhold Roth   | Honda  | Randy Mamola    | Yamaha | Report   |
| 1986 | Paul Ricard |                   |         | Luca Cadalora  | Garelli        | Carlos Lavado   | Yamaha | Eddie Lawson    | Yamaha | Report   |
| 1985 | Le Mans     | Ángel Nieto       | Derbi   | Ezio Gianola   | Garelli        | Freddie Spencer | Honda  | Freddie Spencer | Honda  | Report   |
| 1984 | Paul Ricard |                   |         | Ángel Nieto    | Garelli        | Anton Mang      | Yamaha | Freddie Spencer | Honda  | Report   |
| Năm  | Trường đua  | 50 cc             | 50 cc   | 125 cc         | 125 cc         | 250 cc          | 250 cc | 500 cc          | 500 cc | Chi tiết |
| Năm  | Trường đua  | Tay đua           | Xe      | Tay đua        | Xe             | Tay đua         | Xe     | Tay đua         | Xe     | Chi tiết |
| 1983 | Le Mans     | Stefan Dörflinger | Krauser | Ricardo Tormo  | Morbidelli MBA | Alan Carter     | Yamaha | Freddie Spencer | Honda  | Report   |

| Năm  | Trường đua       | 50 cc                | 50 cc             | 125 cc              | 125 cc         | 250 cc               | 250 cc          | 350 cc              | 350 cc          | 500 cc            | 500 cc    | Chi tiết |
| Năm  | Trường đua       | Tay đua              | Xe                | Tay đua             | Xe             | Tay đua              | Xe              | Tay đua             | Xe              | Tay đua           | Xe        | Chi tiết |
| ---- | ---------------- | -------------------- | ----------------- | ------------------- | -------------- | -------------------- | --------------- | ------------------- | --------------- | ----------------- | --------- | -------- |
| 1982 | Nogaro           |                      |                   | Jean-Claude Selini  | Morbidelli MBA | Jean-Louis Tournadre | Yamaha          | Jean-François Baldé | Kawasaki        | Michel Frutschi   | Sanvenero | Report   |
| 1981 | Paul Ricard      |                      |                   | Ángel Nieto         | Minarelli      | Anton Mang           | Kawasaki        |                     |                 | Marco Lucchinelli | Suzuki    | Report   |
| 1980 | Paul Ricard      |                      |                   | Ángel Nieto         | Minarelli      | Kork Ballington      | Kawasaki        | Jon Ekerold         | Yamaha          | Kenny Roberts     | Yamaha    | Report   |
| 1979 | Le Mans          | Eugenio Lazzarini    | Kreidler          | Guy Bertin          | Motobécane     | Kork Ballington      | Kawasaki        | Patrick Fernandez   | Yamaha          | Barry Sheene      | Suzuki    | Report   |
| 1978 | Nogaro           |                      |                   | Pier Paolo Bianchi  | Minarelli      | Gregg Hansford       | Kawasaki        | Gregg Hansford      | Kawasaki        | Kenny Roberts     | Yamaha    | Report   |
| 1977 | Paul Ricard      |                      |                   | Pier Paolo Bianchi  | Morbidelli     | Jon Ekerold          | Yamaha          | Takazumi Katayama   | Yamaha          | Barry Sheene      | Suzuki    | Report   |
| 1976 | Le Mans          | Herbert Rittberger   | Kreidler          |                     |                | Walter Villa         | Harley-Davidson | Walter Villa        | Harley-Davidson | Barry Sheene      | Suzuki    | Report   |
| 1975 | Paul Ricard      |                      |                   | Kent Andersson      | Yamaha         | Johnny Cecotto       | Yamaha          | Johnny Cecotto      | Yamaha          | Giacomo Agostini  | Yamaha    | Report   |
| 1974 | Clermont-Ferrand | Henk van Kessel      | Van Veen Kreidler | Kent Andersson      | Yamaha         |                      |                 | Giacomo Agostini    | Yamaha          | Phil Read         | MV Agusta | Report   |
| 1973 | Paul Ricard      |                      |                   | Kent Andersson      | Yamaha         | Jarno Saarinen       | Yamaha          | Giacomo Agostini    | MV Agusta       | Jarno Saarinen    | Yamaha    | Report   |
| 1972 | Clermont-Ferrand |                      |                   | Gilberto Parlotti   | Morbidelli     | Phil Read            | Yamaha          | Giacomo Agostini    | MV Agusta       | Giacomo Agostini  | MV Agusta | Report   |
| 1970 | Le Mans          | Ángel Nieto          | Derbi             | Dieter Braun        | Suzuki         | Rodney Gould         | Yamaha          |                     |                 | Giacomo Agostini  | MV Agusta | Report   |
| 1969 | Le Mans          | Aalt Toersen         | Kreidler          | Jean Auréal         | Yamaha         | Santiago Herrero     | Ossa            |                     |                 | Giacomo Agostini  | MV Agusta | Report   |
| 1967 | Clermont-Ferrand | Yoshimi Katayama     | Suzuki            | Bill Ivy            | Yamaha         | Bill Ivy             | Yamaha          |                     |                 |                   |           | Report   |
| 1966 | Clermont-Ferrand |                      |                   |                     |                | Mike Hailwood        | Honda           | Mike Hailwood       | Honda           |                   |           | Report   |
| 1965 | Rouen            | Ralph Bryans         | Honda             | Hugh Anderson       | Suzuki         | Phil Read            | Yamaha          |                     |                 |                   |           | Report   |
| 1964 | Clermont-Ferrand | Hugh Anderson        | Suzuki            | Luigi Taveri        | Honda          | Phil Read            | Yamaha          |                     |                 |                   |           | Report   |
| 1963 | Clermont-Ferrand | Hans-Georg Anscheidt | Kreidler          | Hugh Anderson       | Suzuki         |                      |                 |                     |                 |                   |           | Report   |
| 1962 | Clermont-Ferrand | Jan Huberts          | Kreidler          | Kunimitsu Takahashi | Honda          | Jim Redman           | Honda           |                     |                 |                   |           | Report   |
| Năm  | Trường đua       |                      |                   | 125 cc              | 125 cc         | 250 cc               | 250 cc          | 350 cc              | 350 cc          | 500 cc            | 500 cc    | Chi tiết |
| Năm  | Trường đua       | Tay đua              | Xe                | Tay đua             | Xe             | Tay đua              | Xe              | Tay đua             | Xe              | Tay đua           | Xe        | Chi tiết |
| 1961 | Clermont-Ferrand |                      |                   | Tom Phillis         | Honda          | Tom Phillis          | Honda           |                     |                 | Gary Hocking      | MV Agusta | Report   |
| 1960 | Clermont-Ferrand |                      |                   |                     |                |                      |                 | Gary Hocking        | MV Agusta       | John Surtees      | MV Agusta | Report   |
| 1959 | Clermont-Ferrand |                      |                   |                     |                |                      |                 | John Surtees        | MV Agusta       | John Surtees      | MV Agusta | Report   |
| 1958 | Pau              |                      |                   |                     |                |                      |                 | Jacques Collot      |                 | Jacques Collot    |           | Report   |
| 1955 | Reims            |                      |                   | Carlo Ubbiali       | MV Agusta      |                      |                 | Duilio Agostini     | Moto Guzzi      | Geoff Duke        | Gilera    | Report   |
| 1954 | Reims            |                      |                   |                     |                | Werner Haas          | NSU             | Pierre Monneret     | AJS             | Pierre Monneret   | Gilera    | Report   |
| 1953 | Rouen            |                      |                   |                     |                |                      |                 | Fergus Anderson     | Moto Guzzi      | Geoff Duke        | Gilera    | Report   |

| Năm  | Trường đua    | 175 cc           | 175 cc              | 250 cc             | 250 cc           | 350 cc     | 350 cc | 500 cc         | 500 cc | Chi tiết |
| Năm  | Trường đua    | Tay đua          | Xe                  | Tay đua            | Xe               | Tay đua    | Xe     | Tay đua        | Xe     | Chi tiết |
| ---- | ------------- | ---------------- | ------------------- | ------------------ | ---------------- | ---------- | ------ | -------------- | ------ | -------- |
| 1952 | Albi          | Georges Burgraff |                     | Fergus Anderson    |                  | Jack Brett |        | Jack Brett     |        | Report   |
| 1951 | Albi          |                  |                     | Bruno Ruffo        | Moto Guzzi       | Geoff Duke | Norton | Alfredo Milani | Gilera | Report   |
| Năm  | Trường đua    | 175 cc           | 250 cc              | 350 cc             | 500 cc           | Chi tiết   |        |                |        |          |
| 1949 | Saint-Gaudens |                  | Fergus Anderson     | David Whitworth    | Leslie Graham    | Report     |        |                |        |          |
| 1939 | Reims         |                  | Ewald Kluge         | Heiner Fleischmann | John White       | Report     |        |                |        |          |
| 1938 | Reims         |                  | Ewald Kluge         | Roger Loyer        | Georges Cordey   | Report     |        |                |        |          |
| 1937 | Montlhéry     | "Dickwell"       | Roger Loyer         | Ted Mellors        | Ted Mellors      | Report     |        |                |        |          |
| 1936 | Saint-Gaudens | Henry Nougier    | Georges Monneret    | Ted Mellors        | Ragnar Sunnqvist | Report     |        |                |        |          |
| 1935 | Montlhéry     | Jean Térigi      | Ove Lambert-Meuller | Carl Bagenholm     | René Milhoux     | Report     |        |                |        |          |
| 1933 | Dieppe        | Eric Fernihough  | Charlie Manders     | Jimmie Simpson     | Tim Hunt         | Report     |        |                |        |          |
| 1932 | Reims         | Eric Fernihough  | Leo Davenport       | Jimmie Simpson     | Stanley Woods    | Report     |        |                |        |          |
| 1931 | Montlhéry     | Eric Fernihough  | Graham Walker       | Ernie Nott         | Tim Hunt         | Report     |        |                |        |          |
| 1930 | Pau           | Eric Fernihough  | Ted Mellors         | Freddie Hicks      | Stanley Woods    | Report     |        |                |        |          |
| 1929 | Le Mans       | Albert Sourdot   | Syd Crabtree        | Freddie Hicks      | Charlie Dodson   | Report     |        |                |        |          |
| 1928 | Bordeaux      | Marcel Jolly     | Syd Crabtree        |                    | Stanley Woods    | Report     |        |                |        |          |
| 1927 | Saint-Gaudens | Albert Sourdot   | Syd Crabtree        | Frank Longman      | Joe Craig        | Report     |        |                |        |          |
| 1926 | Strasbourg    | Lucien Lemasson  | Syd Crabtree        | Jean Roland        | Alec Bennett     | Report     |        |                |        |          |
| 1925 | Montlhéry     | Albert Sourdot   | Jean Roland         | J. Stevens         | Jimmie Simpson   | Report     |        |                |        |          |
| 1924 | Lyon          | Albert Sourdot   | Paul Meunier        | Frank Longman      | Alec Bennett     | Report     |        |                |        |          |
| 1923 | Tours         |                  | Geoff Davison       | Frank Longman      | Jim Whalley      | Report     |        |                |        |          |
| 1922 | Strasbourg    |                  | Geoff Davison       | Erminio Visioli    | Alec Bennett     | Report     |        |                |        |          |
| 1921 | Le Mans       |                  | "Vernisse"          | Paul Meunier       | Alec Bennett     | Report     |        |                |        |          |
| 1920 | Le Mans       |                  | Marcel Mourier      | Kenelm Bartlett    | Georges Jolly    | Report     |        |                |        |          |